# W68型核弹

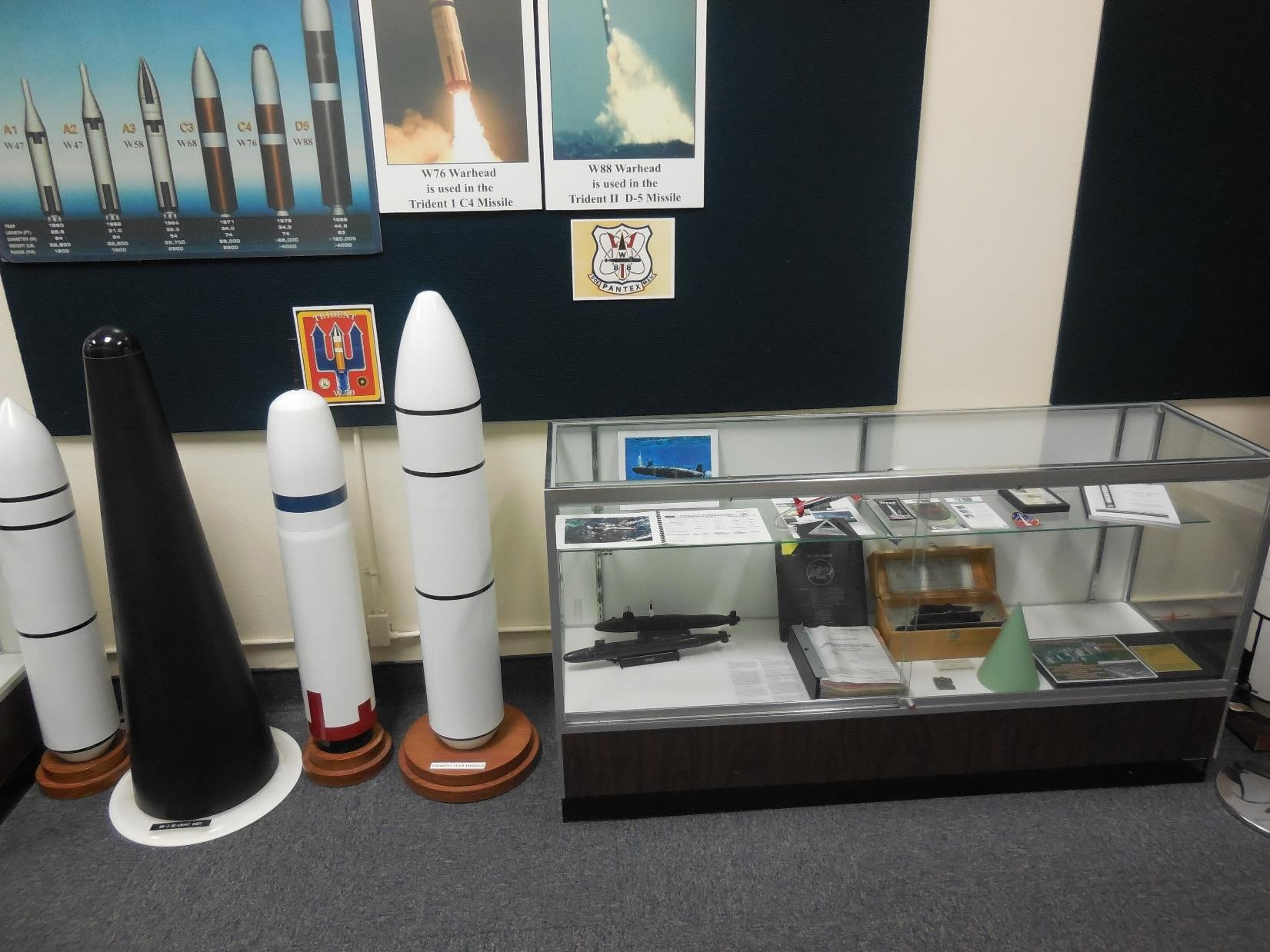
W68,带有用于缩放的表格和模型

W68是用于UGM-73波塞冬SLBM导弹的核弹头。它是在1960年代后期由劳伦斯利弗莫尔国家实验室开发的。

## 规格
W68重367磅（166千克），设计当量为4~5万吨TNT（170-210TJ）。 
该设计具有革命性，并以其在弹头小型化方面的成就影响了许多后续系统。 
W68有四种引信选项：带接触备份的低空雷达，带定时器备份的高空雷达，带冲击备份的高空定时器和冲击引信。 

## 生产与部署
美国总共生产了5250枚W68弹头，这是美国所有核武器型号中产量最大的一次。它从1970年6月开始生产，到1975年6月结束。每枚波塞冬导弹最多可携带14枚弹头;在部署高峰期，有31艘美国波塞冬潜艇，每艘装载有16枚导弹，总共部署了496枚导弹，密度约为每枚导弹10枚核弹头。

### 安全问题和后期服务
W68     中使用的LX-09塑料粘合炸药（PBX）会由于析出硬化导致炸药分解，分离粘合剂和增塑剂 ，最终致使雷管变质。这要求从1978年11月到1983年11月，整个生产运行过程和退役均用LX-10和LX-10-1作为新型炸药进行再制造;而从1977年开始，约有2000个弹头彻底退役，而不是重建。 
其余3200枚核弹头的服役时间更长，最后一批直到 1991年才退役。 